# Nicolassee (Teupitz)
Der Nicolassee ist ein Gewässer der Stadt Teupitz im brandenburgischen Landkreis Dahme-Spreewald.
Der zu- und abflusslose See liegt südöstlich der Stadt in einem Waldgebiet. Östlich des Gewässers verläuft die Bundesautobahn 13, von der aus Teupitz an der südlich des Sees verlaufenden Buchholzer Straße erschlossen wird. Der See ist von einem rund drei Kilometer langen Rundwanderweg aus zu erreichen. Er führt vom denkmalgeschützten Hotel in der Lindenstraße 5 entlang der Waldstraße an den Gebäuden des ehemaligen Pflegerdorfes entlang, die in den Jahren 1905 bis 1908 für die Landesirrenanstalt-Hauptanstalt errichtet wurden.